# Henri Chrétien
Pour les articles homonymes, voir Chrétien (homonymie).
Henri Chrétien, né le 1er février 1879 à Paris et mort le 6 février 1956 à Forest Glen dans le Maryland, est un astronome, ingénieur-opticien, professeur et inventeur français. Il est surtout connu pour ses travaux en optique rachetés par la 20th century Fox (CinemaScope) et ses applications à l'astronomie.

## Biographie
Fils d’un artisan, il obtient à douze ans son certificat d’études primaires et devient apprenti typographe à l’École professionnelle de l’imprimerie Chaix. Il devient disciple de Camille Flammarion après leur rencontre en 1894 et prépare le baccalauréat ès sciences en autodidacte. Il fait ses études supérieures à la Faculté des sciences de Paris, où il obtient la licence ès sciences en physique et en mathématiques en 1902, et à l'École supérieure d'électricité dont il sort ingénieur diplômé en 1906.
Après avoir été assistant d'Aymar de la Baume Pluvinel puis de Henri Deslandres à Meudon de 1902 à 1906, il est nommé en 1906, astronome-adjoint à l’Observatoire de l'université de Paris à Nice, alors dirigé par Léon Bassot. Il est chargé de la création d'un service d'astrophysique à partir des appareils acquis pour la mission d'observation de l'éclipse totale du Soleil du 30 mai 1905 élaborée par Aymar de la Baume Pluvinel. Il réalise grâce à ces instruments des photographies de spectres stellaires et conçoit le projet d'un spectrohéliographe. Il étudie également le pendule Lippmann.
De 1908 à 1910, deux bourses d'études lui permettent de parcourir le monde pour étudier les divers instruments d'astrophysique des observatoires existants : Londres, Cambridge, Poulkovo, Potsdam, Mont Wilson, où il rencontre George Willis Ritchey.
De retour à l'observatoire du Mont Gros il établit les caractéristiques définitives du spectrohéliographe projeté, la réalisation de celui-ci est alors confiée à l'ingénieur-opticien Amédée Jobin qui le livre en 1912. Il met également au point avec Joanny-Philippe Lagrula un comparateur photo-visuel.
Durant la Grande guerre, il est détaché à la Section technique de l'aéronautique dirigée par Émile Dorand et où il rencontre Armand de Gramont. Il travaille à la réalisation d'instruments d'optique, tel que le collimateur, et d'appareils pour l'aviation. En 1917, il invente ainsi le catadioptre sous le nom de cataphote. Il travaille également sur un système optique pour remplacer les larges viseurs des chars et qui conduira à l'invention de l'hypergonar.
Après la guerre, il est mis en disponibilité afin de participer avec Armand de Gramont à la création de l'Institut d'optique théorique et appliquée (SupOptique). Il réintègre la fonction publique comme chef de travaux à la faculté des sciences de l'université de Paris chargé des fonctions de professeur à l'École supérieure d'optique où il enseigne le premier cours français de conception optique de 1920 à 1940. Il présente en 1927 sa thèse « Contribution à l'étude des instruments d'optique » (795 pages), basée sur son cours, devant la faculté des sciences de l'université de Paris, pour obtenir le doctorat ès sciences. Il est ensuite nommé maître de conférences d'optique théorique et appliquée (temporairement en juillet 1928 puis définitivement en décembre 1930) puis professeur sans chaire (1931) à cette même faculté, toujours délégué à l'École supérieure d'optique.
En 1921, il rejoint la Société du film en couleurs Keller-Dorian comme consultant (il cessera toute collaboration en 1926).
En 1922 il élabore une nouvelle combinaison optique permettant d'obtenir un télescope aplanétique à miroirs hyperboliques. La réalisation en est confiée en 1927 à George Willis Ritchey, alors directeur du laboratoire d'optique Dina de l'Observatoire de Paris. Il devint célèbre sous le nom de « télescope Ritchey-Chrétien ». Les télescopes géants ont longtemps été conçus selon ses principes.
Leur combinaison de miroirs a été retenue pour le télescope spatial Hubble, un des fondateurs de la Société technique d'optique et de photographie.
En 1926 Chrétien invente un objectif anamorphoseur baptisé « hypergonar », il obtient pour cette invention le prix Valz de l’Académie des sciences en 1931.
En 1952, les représentants de la 20th Century Fox le rencontrent afin d'exploiter son objectif anamorphoseur. Ils en achètent les droits et La Tunique, le premier film tourné en CinemaScope, procédé directement issu de l'invention d'Henri Chrétien, sort en 1953. Chrétien reçoit un Oscar pour son invention lors de la 26e cérémonie des Oscars en 1954, et présentera au festival de Cannes de la même année un hypergonar adapté à une caméra aquatique pour le film Tempête sur la mer.
Il meurt à Washington d'une hémorragie cérébrale en 1956. En son hommage, un cratère de la Lune, Chrétien et un astéroïde de la ceinture d'astéroïdes (341958) Chrétien ont été baptisés de son nom, un prix doté de 20 000 $ a été créé par la Société américaine d'astronomie et un bâtiment de l'observatoire de Nice porte son nom.

## Œuvres
- Calcul des combinaisons optiques, éd. Masson, Paris, 1980. 5e édition.
- Calcul des combinaisons optiques, éd. Librairie du Bac, Paris, 1958, 4e édition.
- Cours de calcul des combinaisons optiques, éd. Revue d'optique théorique et instrumentale, Paris, 1938, 3e édition. 13 chapitres : Homographie Optique - Dioptrique élémentaire - Chromatisme - L'Aberration sphérique - L'Aigrette ou le coma - L'Astigmatisme - La Distorsion - Milieux à variation continue de l'indice de Réfraction - Fonctions iconales de Bruns et de Schwarzschild - Méthode de Sampson - Marches trigonométriques - Interpolation - Calculs numériques des phénomènes de Diffraction.
- Cours de calcul des combinaisons optiques, éd. Revue d'optique théorique et instrumentale, Paris, 1934, 2e édition.
- Cours de calcul des combinaisons optiques, 1re édition.
- Henri Chrétien, Le Monde invisible et mystérieux des ondes, Paris, Maloine, coll. « Sciences et philosophies », 1939-1953, 4 vol.
  - Le Monde invisible et mystérieux des ondes, Maloine (Paris), livre 1, Texte en ligne disponible sur LillOnum
  - Le Monde invisible et mystérieux des ondes, Maloine (Paris), livre 2, Texte en ligne disponible sur LillOnum
  - Le Monde invisible et mystérieux des ondes, Maloine (Paris), livre 3, Texte en ligne disponible sur LillOnum
  - Le Monde invisible et mystérieux des ondes, Maloine (Paris), livre 4, Texte en ligne disponible sur LillOnum